# Dauteweyers
Dauteweyers is een natuurgebied dat zich bevindt ten noordoosten van Diepenbeek, aan de Sint-Servatiusstraat nabij het gehucht Lutselus. Het wordt beheerd door Natuurpunt.
Het 11 ha omvattende gebied bestaat uit een reeks vijvers, waaromheen zich verlandingszones bevinden. De vijvers zijn ontstaan door winning van ijzererts, welke plaatsvond in de 19e eeuw en in 1873 tot een einde kwam. Om de vijvers zijn elzenbroekbossen en vochtige weilanden te vinden.
In het gebied komt de boomkikker voor.
Een tweetal gemarkeerde wandelingen voert door en omheen het gebied.